# Isambard Kingdom Brunel

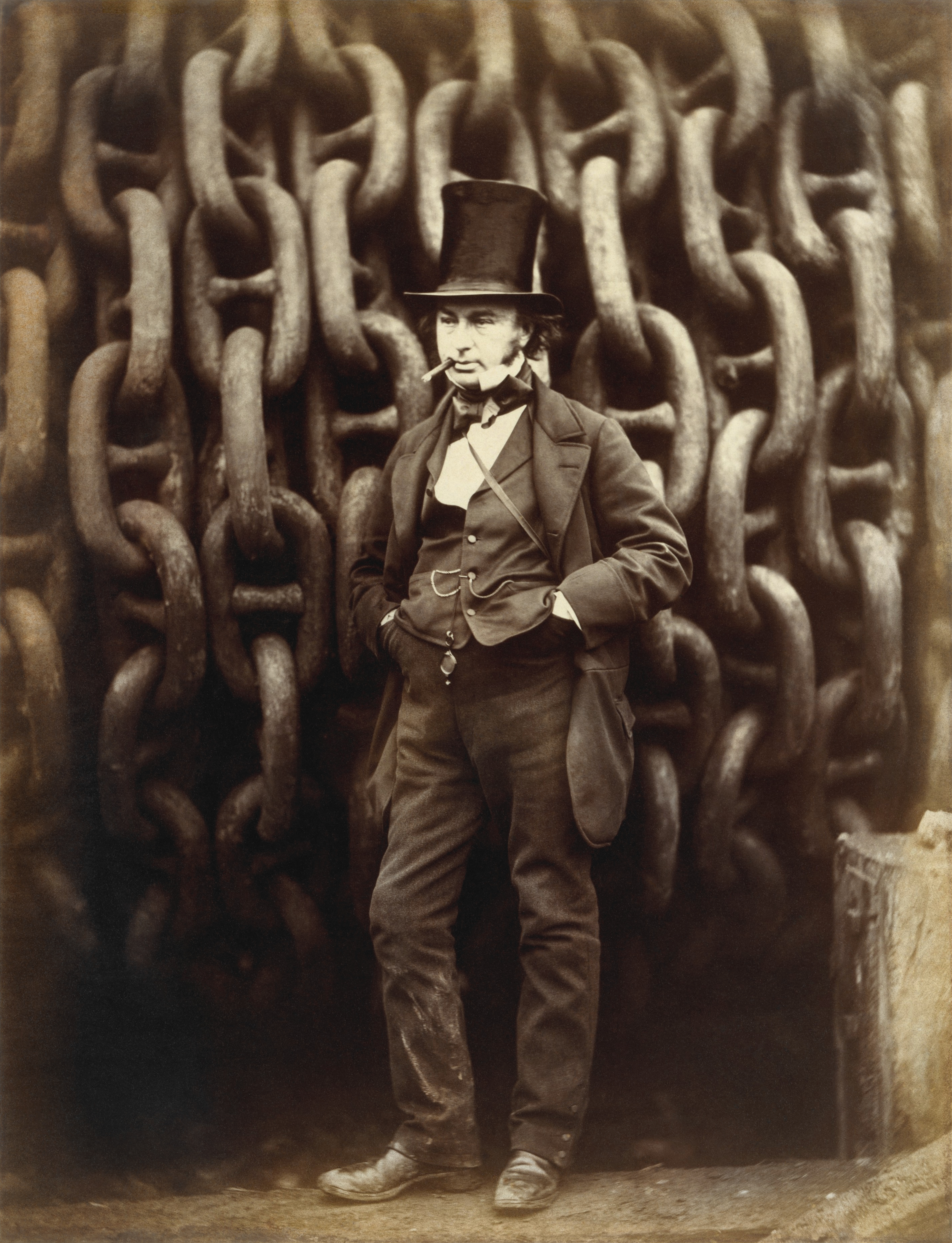
Brunel vor der Ankerkette des Dampfschiffes Great Eastern. Die Fotografie von Robert Howlett von 1857 zeigt die selbstbewusste Ausstrahlung Brunels.

Unterschrift Brunels

Isambard Kingdom Brunel (* 9. April 1806 in Portsmouth; † 15. September 1859 in London) war ein britischer Ingenieur und ein technischer Pionier des Zeitalters der Industriellen Revolution. Er wurde mit dem Bau der Great Western Railway (GWR) und einer Reihe bekannter Dampfschiffe und Brücken bekannt. Im Jahr 2002 wurde Brunel in einer öffentlichen Umfrage der BBC zur Ermittlung der 100 größten Briten auf den zweiten Platz gewählt.

## Familie und Vorfahren
Brunel wurde als Sohn von Sir Marc Isambard Brunel und Sophia Kingdom Brunel in der Britain Street in Portsmouths Stadtteil Portsea geboren. Sein Vater stammte aus Frankreich und war dort ein royalistischer Marineoffizier gewesen. Er floh vor der Französischen Revolution erst in die USA und 1799 nach Großbritannien, wo er in den Portsmouth Block Mills arbeitete. Auch Brunel selbst verbrachte einige Jahre in Frankreich. Die ganze Familie zog 1808 wegen der Arbeit des Vaters nach London. Brunel hatte zwei Schwestern, Sophia und Emma, und hatte eine fröhliche Jugend, obwohl die Familie zeitweise Geldschwierigkeiten hatte.

## Ausbildung
Brunels Vater unterrichtete ihn schon ab vier Jahren im Zeichnen. Mit acht Jahren hatte er die Euklidische Geometrie gelernt und sprach Französisch fließend. Sein Interesse an Bauwerken nahm zu und er konnte bereits Fehler in den Strukturen und Entwürfen entdecken und korrigieren. Er wurde dann in ein Internat zu Dr. Morrell in Hove geschickt. Sein Vater wollte ihm von Anfang an eine hochklassige Bildung zukommen lassen, wie er selbst sie in Frankreich genossen hatte. Im Alter von 14 Jahren ging Brunel an das College von Caen in der Normandie und schließlich ans Lycée Henri IV in Paris, das für seine Mathematiklehrer berühmt war. Als Brunel 15 Jahre alt war, wurde sein Vater wegen Schulden in Höhe von 5.000 Pfund für drei Monate inhaftiert. Nachdem Brunel die Schulzeit am Henri-Quatre abgeschlossen hatte, wollte sein Vater ihn zur angesehenen École polytechnique (Technische Hochschule) senden, was ihm als Brite jedoch nicht gestattet wurde. Deshalb ließ sich Brunel beim berühmten Uhrmacher Abraham Louis Breguet in Paris ausbilden, der den jungen Brunel sehr lobte. 1822 kehrte Brunel nach vier Jahren wieder nach Großbritannien zurück.

## Bauprojekte

### Thames Tunnel

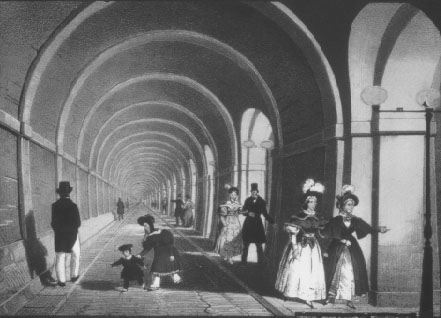
Thames Tunnel

Bereits im Alter von 20 Jahren ernannte ihn sein Vater zum leitenden Ingenieur beim Bau des Londoner Themsetunnels, da zwei der wichtigsten Ingenieure bei einem Unfall im Tunnel ums Leben gekommen waren. Der Tunnel war eines der größten Projekte seines Vaters. Der Tunnel war der erste im Schildvortrieb gebaute Tunnel und der erste große Tunnel überhaupt unter einem Fluss. Die Röhre von der einen Seite zur anderen zu treiben, dauerte annähernd zwei Jahrzehnte (1825–1843). In dieser Zeit gab es zwei schwere Zwischenfälle, bei denen Wasser in den Tunnel eindrang und der junge Brunel beinahe ums Leben kam; insgesamt kamen im Verlauf des Projektes sechs Arbeiter ums Leben. Sechs Monate lang erholte Isambard Brunel sich in Clifton bei Bristol von diesem Unglück, litt aber bis an sein Lebensende an den davongetragenen Schäden. Die Arbeit am Tunnel wurde zunächst eingestellt, da sich keine Investoren mehr fanden, wurde jedoch sieben Jahre später, 1843, fertiggestellt. Der Tunnel war der erste, der jemals unter einem schiffbaren Fluss hindurchführte. Ursprünglich für Fußgänger vorgesehen, dient der Tunnel seit 1869 der East London Line, heute Teil von London Overground. Zu dieser Zeit fing Brunel auch an, ein Tagebuch zu führen, das von seiner Energie und Begeisterung zeugt.

### Eisenbahnbau und Eisenbahnstationen

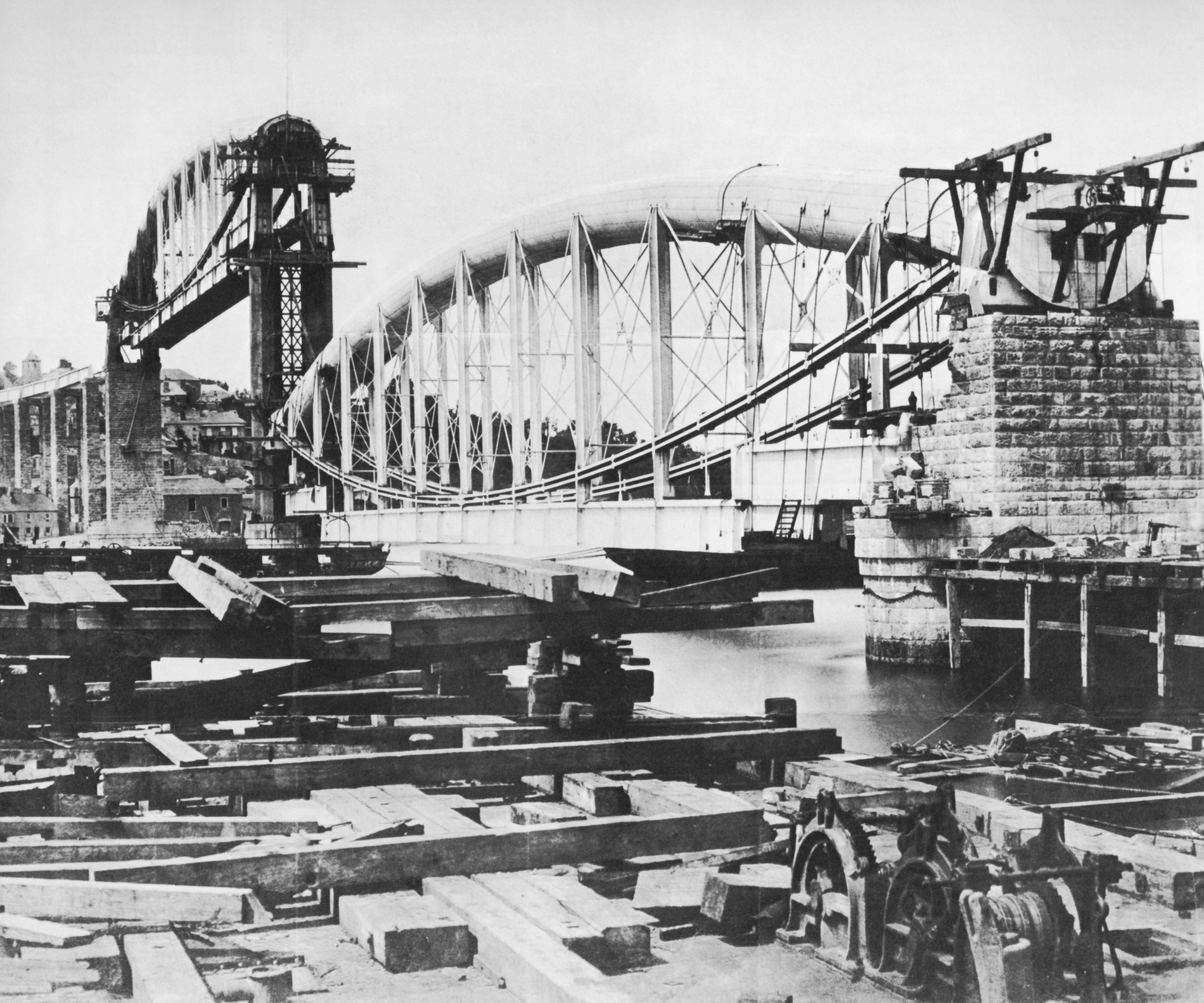
Bau der Royal Albert Bridge

1831 wurde er Chefingenieur der Bristol-Docks und entwarf und baute in der Folge die Dockanlagen in Plymouth, Cardiff, Brentford und Milford Haven. Schon 1833 wechselte er zum Eisenbahnbau für die Great-Western-Eisenbahngesellschaft, wo er anstelle der Normalspurweite eine 2140-mm-Breitspur einführte. In den Jahren nach Brunel wurden die Strecken trotz der Vorteile seiner Konzeption auf Normalspur umgespurt. Neben mehr als 1500 km unter seiner Regie gebauten Eisenbahnstrecken im Westen, den Midlands, Südwales und Irland wurde er vor allem für die Kunstbauten seiner Strecken gerühmt: Mit ihren zahlreichen Viadukten, Bahnhöfen und Untertunnelungen galten sie als eines der Wunder des viktorianischen England. Er baute auch die Bahnhöfe Temple Meads in Bristol und Paddington in London.
Brunel nutzte eine Britschka als mobiles Büro zur Überwachung des Baus der Great Western Railway, wobei er ein Zeichenbrett, Streckenpläne, sein Werkzeug sowie 50 seiner liebsten Zigarren und ein Klappbett mitnahm. Er war auch bekannt dafür, dass er täglich bis zu 40 Zigarren rauchte und mit 4 Stunden Schlaf auskam.

### Schiffbau

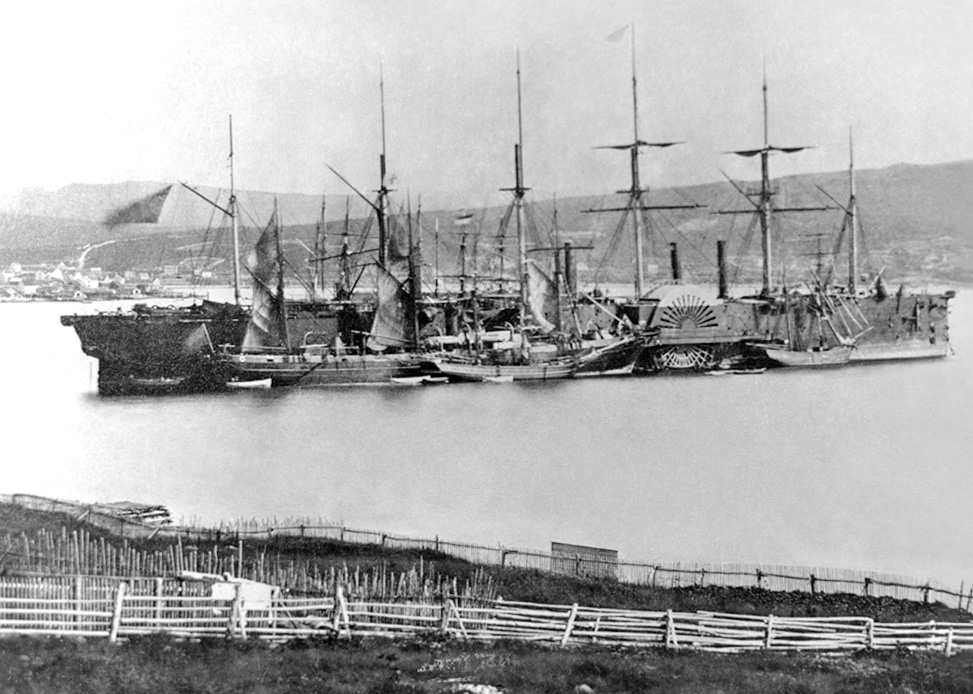
Great Eastern, Juli 1866

Noch vor Eröffnung der Great-Western-Eisenbahn nutzte Brunel sein Renommée, um die Anteilseigner der Bahngesellschaft zu überzeugen, die Great Western zu bauen, zu dieser Zeit das bei weitem größte Dampfschiff der Welt. Die Jungfernfahrt fand 1837 statt. 1843 folgte die Great Britain, der erste propellergetriebene Transatlantikdampfer, dessen Rumpf zudem nicht mehr aus Holz, sondern aus Eisen bestand. Weitere besondere Merkmale des Schiffes, das heute im von Brunel eigens dafür entworfenen Trockendock in Bristol liegt, sind ein Doppelboden und wasserdichte Schotten.
Aufbauend auf diesen beiden Erfolgen wandte sich Brunel 1852 mit der Great Eastern seinem dritten Schiff zu, das mit 18.916 Bruttoregistertonnen ein Gigant der Meere war – ein Rekord, den erst die Celtic im Jahr 1901 einstellen konnte. Schon während des Baus gerieten die Kosten außer Kontrolle, und es gab eine Reihe technischer Probleme. Auch die Größe wurde zu einem Problem, mit etwa 4.000 Passagierplätzen war es für die damalige Zeit bei weitem zu groß dimensioniert. So wurde es bald als Kabelleger über den Atlantik eingesetzt.

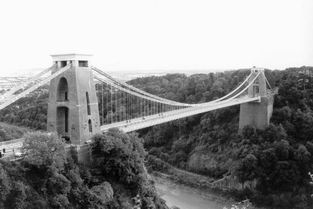
Clifton Suspension Bridge

### Brückenbau
Brunel war neben zahlreichen, oft hölzernen Viadukten wie z. B. dem Moorswater Viaduct auch am Bau einiger großer Brücken beteiligt, darunter der Chepstow Railway Bridge, der Royal Albert Bridge in Saltash (Cornwall) und der Clifton Suspension Bridge in der Nähe von Bristol, die allerdings erst fünf Jahre nach seinem Tod fertiggestellt wurde.

## Tod und Nachleben

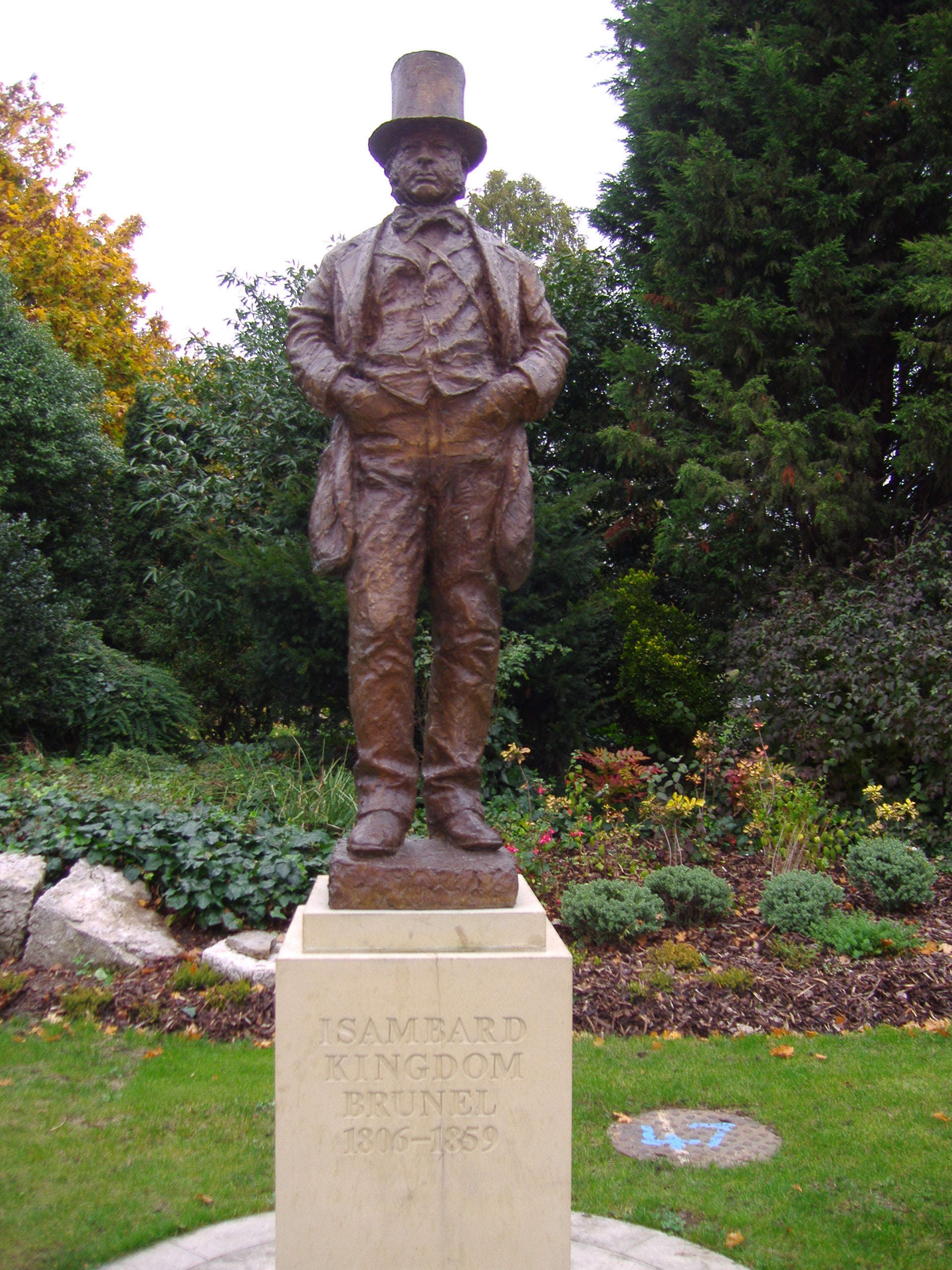
Statue von Brunel auf dem Gelände der nach ihm benannten Brunel University.

Kurz vor der Jungfernfahrt seines größten Schiffes Great Eastern erlitt er einen Schlaganfall, von dem er sich nicht mehr erholte. Zehn Tage später starb er im Alter von nur 53 Jahren und wurde – wie sein Vater – auf dem Kensal Green Cemetery in London begraben.
Viele seiner Originalnotizen und -zeichnungen sind heute Teil der Brunel Collection der University of Bristol.
Ihm zu Ehren tragen einige Institutionen seinen Namen. So ist die Brunel University in Uxbridge (Stadtteil in Greater London) nach ihm benannt und seit 1985 wird der Brunel Award von einer internationalen Jury aus Designern und Architekten für Eisenbahndesign vergeben (Bauten und Fahrzeuge). In Swindon, das der Great Western Railway seine Bedeutung verdankt, ist ein großes Einkaufszentrum im Stadtkern, das Brunel Center, nach Brunel benannt.
In Swindon steht eine Brunel-Statue, ebenso wie im Londoner Bahnhof Paddington. Zwei weitere Statuen sind dem Foto Brunels mit der Ankerkette nachempfunden und auf dem Gelände der nach Brunel benannten Universität in Uxbridge sowie unweit des Bahnhofs Temple Meads in Bristol zu sehen, vor dem Hauptsitz der Anwaltskanzlei Osborne Clarke, deren Mandant Brunel war. Im Bahnhof wird seit 2006 eine dreidimensionale Wandcollage aus Aluminiumplatten ausgestellt, die Grafiken auf der Grundlage von Brunels Skizzenbüchern zeigen.
Brunel ist bis heute Gegenstand der populären Kultur. Als die BBC 2002 danach fragte, wer die 100 größten Briten seien, wählten ihn die Umfrageteilnehmer hinter Winston Churchill auf den zweiten Platz. Jeremy Clarkson veröffentlichte in diesem Rahmen vor der Abstimmung einen Dokumentarfilm zu Brunel. Im historischen Roman Rausch von John Griesemer spielt Brunel eine nicht unwesentliche Rolle, und bei den Olympischen Spielen in London 2012 verkörperte Kenneth Branagh Brunel bei der Eröffnungsfeier. Bis heute hält sich die Legende, Brunel habe den Box Tunnel auf der Great Western Main Line so konstruiert, dass die Sonne immer an Brunels Geburtstag durch den ganzen Tunnel scheine.
Am 23. März 2018 wurde am Hafen von Bristol das Being Brunel Museum eröffnet, zu dem das restaurierte Schiff SS Great Britain gehört.